# 横沢本衛
横沢 本衛（横澤 本衞、よこさわ もとえ / ほんえ、嘉永6年1月21日（1853年2月28日） - 大正4年（1915年）2月16日）は、日本の実業家、政治家。衆議院議員。慈善家。

## 来歴
信濃国北安曇郡塩島新田村（現長野県白馬村）生まれ。幼名は権一郎。17歳で家業の酒造業と麻問屋を継ぎ、近畿・中京方面への麻の販売を手掛けた。明治15年（1882年）北城郵便局長となり、同24年（1891年）北安曇郡会議員を経て、同25年（1892年）長野県会議員、同36年（1903年）第8回衆議院議員総選挙に当選した。
実業家としては、明治21年（1888年）には北城警察分署の設立を請願し自ら建設費を負担するなど、安曇地方の運輸交通の便を開き、地方道路の改修と拡張に尽力した。同28年（1895年）北安曇銀行、同33年（1900年）小谷貯蓄銀行を設立して頭取となり、同34年（1901年）には安曇電気株式会社設立発起人となり、初代社長に就任した。経営が不安定な設立から3年間は私費を投じて株主配当を全て賄っていた。その為家産を傾けたと言われる。また現在の大糸線敷設に尽力した。